# John Eatton Le Conte
John Eatton Le Conte Jr. (talvolta anche John Eatton LeConte o John Eaton Leconte) (Shrewsbury (nei pressi di), New Jersey, 22 febbraio 1784 – 21 novembre 1860) è stato un naturalista, entomologo e botanico statunitense.
Figlio di John Eatton Le Conte e Jane Sloane Le Conte, si laureò presso il Columbia College, dimostrando interesse per le scienze e apprendendo storia naturale sotto la guida di David Hosack, fondatore dell'Elgin Botanical Garden.

## Biografia
Il fratello maggiore di John Le Conte, Louis, ereditò Woodmanston, la piantagione di famiglia sita vicino a Midway in Georgia. Sebbene John Le Conte solitamente vivesse a New York o nel New England, trascorreva i suoi inverni a Woodmanston. Soffrì di reumatismi - e forse anche di altri disturbi - per la maggior parte della sua vita adulta.
Nell'aprile 1818, Le Conte fu nominato Capitano del Corpo degli Ingegneri Topografici dell'Esercito degli Stati Uniti d'America. I suoi primi incarichi consistevano nella sorveglianza delle vicinanze di Norfolk (Virginia), del porto di Savannah (Georgia) e dell'Ossabaw Sound, in Georgia. 
LeConte fu promosso Maggiore brevettato nell'aprile 1828 e rassegnò le dimissioni nell'agosto 1831.
All'inizio del 1821, John Le Conte incontrò il Segretario della Guerra John C. Calhoun per proporgli una spedizione di esplorazione del territorio della Florida da poco acquisito.
Successivamente, nello stesso anno, ricontattò il Segretario Calhoun, evidenziando che quell'inverno era stato assegnato alla sorveglianza del porto di Savannah e proponendo di intraprendere una spedizione in Florida mentre si trovava in Georgia per l'inverno. Per la spedizione, richiese 970 USD, includendo il costo per il noleggio di una scialuppa e per un mese di equipaggio. Il Dipartimento della Guerra gli assegnò 600 USD. All'inizio del 1822 si recò a Fernandina, Florida, portando un ordine del Maggiore Generale Winfield Scott per l'ufficiale comandante dell'isola Amelia affinché gli assegnasse otto uomini e un ufficiale non commissionato per accompagnarlo nella sua spedizione. Anche il Tenente Edwin R. Alberti si unì alla spedizione di Le Conte.
La spedizione di Le Conte esplorò il fiume Saint Johns. Il fiume St. Johns era già stato esplorato in precedenza da John e William Bartram nel 1765-66 e nuovamente da William Bartram nel 1773-77, ma nessuna spedizione aveva raggiunto la sorgente del fiume. Anche Le Conte fallì nell'individuare l'origine del fiume. Concluse erroneamente che il lago Okeechobee (in parecchie mappe esso era individuato come la sorgente del fiume St. Johns) non esisteva e la sua descrizione della parte del corso fluviale a monte del lago George non è accurata.
La sua prima pubblicazione (1811) fu un catalogo in latino delle piante trovate sull'isola di Manhattan. Una precedente ambizione di pubblicare un volume sulla flora americana fu parzialmente superata quando Stephen Elliott iniziò A Sketch of the Botany of South-Carolina and Georgia.
Pubblicò poi parecchi articoli, ciascuno riguardante un diverso genere di piante. In alcuni, criticò il lavoro di Elliott, sebbene condividendone le osservazioni sull'Utricularia. Dopo la morte di Elliott, Le Conte pubblicò solo rari articoli sulle piante.
L'interesse primario di Le Conte era invece la zoologia; fu coautore con Jean Baptiste Boisduval del libro sugli insetti Histoire général et iconographie des lepidoptérès et des chenilles de l'Amerique septentrionale ("Storia generale e iconografia dei lepidotteri e dei bruchi dell'America Settentrionale"), che fu pubblicato a Parigi.
Molte delle illustrazioni di quest'opera furono eseguite dall'entomologo John Abbot.
Scrisse anche su rane, rospi, piccoli mammiferi, rettili e crostacei. I disegni a colori che Le Conte fece delle tartarughe dell'America Settentrionale lo fecero soprannominare L'Audubon delle tartarughe. 
Descrisse e denominò ventidue specie e sottospecie di terrapins e tartarughe degli Stati Uniti sudorientali.
John Eatton Le Conte fu membro della Linnean Society of London e svolse l'incarico di vicepresidente del New York Academy of Sciences/Liceo di Storia Naturale di New York. Quando si trasferì a Filadelfia dopo il 1841, fu eletto vicepresidente dell'Academy of Natural Sciences.
John Eatton Le Conte sposò Mary Ann Hampton Lawrence il 22 luglio 1821 a New York. Il loro figlio John Lawrence Le Conte, che divenne uno dei più importanti fra i primi entomologi statunitensi, nacque il 13 maggio 1825 a New York. Mary Le Conte morì il 19 novembre 1825 mentre stava viaggiando verso la Georgia da New York. John Eatton Le Conte morì il 21 novembre 1860.